# Ahmet Kiliç
Ahmet Kiliç (Ede, 20 maart 1984) is een Nederlands-Turks voetballer die als verdediger speelt. 
Hij speelde in de jeugd van Edesche Boys, DTS '35 en Vitesse (1996-2003) en debuteerde op 7 november 2003 bij AGOVV Apeldoorn. Hij maakte zijn debuut in het betaald voetbal in de wedstrijd Fortuna Sittard-AGOVV Apeldoorn die door AGOVV Apeldoorn met 1-4 gewonnen werd. Hij viel in voor Koen Garritsen in de 86ste minuut. In 2007 ging hij in Turkije bij Yeni Kırşehirspor spelen. Daar kreeg hij al snel niet meer betaald en hij keerde begin 2008 terug naar Nederland en moest via de rechtbank een transfervrije status en zijn geld krijgen. Hij vervolgde zijn loopbaan bij De Treffers. In 2013 kwam hij bij Bennekom en vanaf het seizoen 2014/15 ging hij daarnaast FC Jeugd '90 trainen. In 2015 kwam zijn loopbaan als speler bij Bennekom ten einde nadat hij in september 2014 een schorsing van 18 maanden gekregen had voor zijn aandeel in een vechtpartij. In 2017 moest hij zijn trainerstaken bij FC Jeugd beëindigen omdat hij niet over de juiste trainersdiploma's beschikte. Hij ging in 2018 verder als speler bij WAVV en vanaf 2019 bij FC Jeugd.

## Clubstatistieken
| seizoen | club              | competitie             | duels | goals |
| ------- | ----------------- | ---------------------- | ----- | ----- |
| 2003/04 | AGOVV Apeldoorn   | Eerste divisie         | 11    | 0     |
| 2004/05 | AGOVV Apeldoorn   | Eerste divisie         | 20    | 0     |
| 2005/06 | AGOVV Apeldoorn   | Eerste divisie         | 35    | 2     |
| 2006/07 | AGOVV Apeldoorn   | Eerste divisie         | 20    | 1     |
| 2007/08 | Yeni Kırşehirspor | 2. Lig                 | 15    | 0     |
| 2008/09 | De Treffers       | Zondag Hoofdklasse C   |       |       |
| 2009/10 | De Treffers       | Zondag Hoofdklasse C   |       |       |
| 2010/11 | De Treffers       | Zondag Topklasse       | 27    | 1     |
| 2011/12 | De Treffers       | Zondag Topklasse       | 23    | 4     |
| 2012/13 | Bennekom          | Zaterdag Hoofdklasse A |       |       |
| 2013/14 | Bennekom          | Zaterdag Hoofdklasse A |       |       |
| 2014/15 | Bennekom          | Zaterdag Hoofdklasse A |       |       |